# Північно-західний діалект каталанської мови

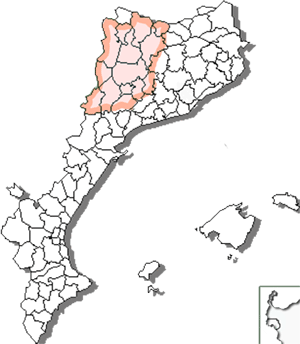
Північно-західний діалект каталанської мови на мапі каталанських країн

Півні́чно-за́хідний діале́кт катала́нської мо́ви (кат. català nord-occidental) — діалект, який разом із валенсійським і перехідним туртозьким відноситься до західних діалектів каталанської мови. Цим діалектом та його субдіалектами — рібагорським, пальяським та льєйдським (іноді до субдіалектів північно-західного діалекту також включають перехідний туртозький діалект) — говорять на заході Автономної області Каталонія та у Західній смузі в Арагоні.
Іноді північно-західний діалект називають льєйдським діалектом (кат. lleidatà), хоча говірка міста Льєйди є лише одним з субдіалектів північно-західного діалекту.
Північно-західним діалектом записані найдавніші тексти каталанською мовою, зокрема «Проповіді з Урґаньї». Сьогодні основою літературної каталанської мови є інший діалект — центральнокаталанський, що входить до східної групи діалектів.
Між діалектами західної групи немає чіткої межі: північно-західний діалект поступово переходить у валенсійський через територію, де говорять туртозьким перехідним (або валенсійським перехідним) діалектом.
|  | Каталанська мова, як нею говорять у Барселоні, добре підходить для діалогу, каталанська мова з Льєйди – добра для промов на публіці. Магі Мурера, каталонський поет та політичний діяч El català de Barcelona és bo per al diàleg, el català de Lleida és bo per l'oratòria. Magí Morera, poeta i polític |

## Фонетика
- На початку слова e переходить в [a] (не на всій території).
- В кінці слова a переходить в [ɛ], [e] або рідше в [o]: (ell) torna — ['torne], fina — ['finɛ].
- В односкладових словах a завжди вимовляється як [a]: ma tia — [ma 'tiɛ].
- На відміну від східних діалектів, ненаголошені a та e не переходять у нейтральний [ə]: passer — [pa'sa], besar — [be'za].
- Ненаголошене o не переходить в [u]: posar — [po'za].
- E, що етимологічно походить з закритого латинського e, залишається закритим (у східних діалектах вимовляється [ɛ]): cadena, alé, qué.
- Звуки [b] та [v] не розрізняються.
- -r у кінці дієслів не вимовляється у будь-якій позиції: cantar — [kan'ta], menjar-ho — [men’ʒaw], anar-hi — [a’naj].
- Перехід латинського -ct- в [it], а не [t], як у літературній мові: lacte → lleit.
- Перехід [ʒ] або [dʒ] в [j]: pujar → [pu'ja].

## Морфологія
- На значній частині території разом з нормативними означеними артиклями чоловічого роду el та els вживаються lo та los.
- Слабкі займенники перед приголосною набирають повної форми: em dic → me dic «мене звати». Стандартні займенники ens та us переходять у mos та vos, як на більшій частині валенсійського діалекту.

## Лексика
Лексика характеризується численними регіоналізмами, часто це ті самі слова, які вживаються в Автономній області Валенсія і вважаються там нормативними (нижче подано синонімічні пари з північно-західного та центральнокаталанського діалектів):
- espill — mirall «люстро»
- melic — llombrígol
- xic — noi «хлопець»
- corder — xai «ягня»
- romer — romaní «розмарин»
- catxap — conillet «маленький кролик»
- sangartalla — sargantana «ящірка»
- pegar — encomanar «покласти»
- voler — estimar «кохати».